# Kässbohrer

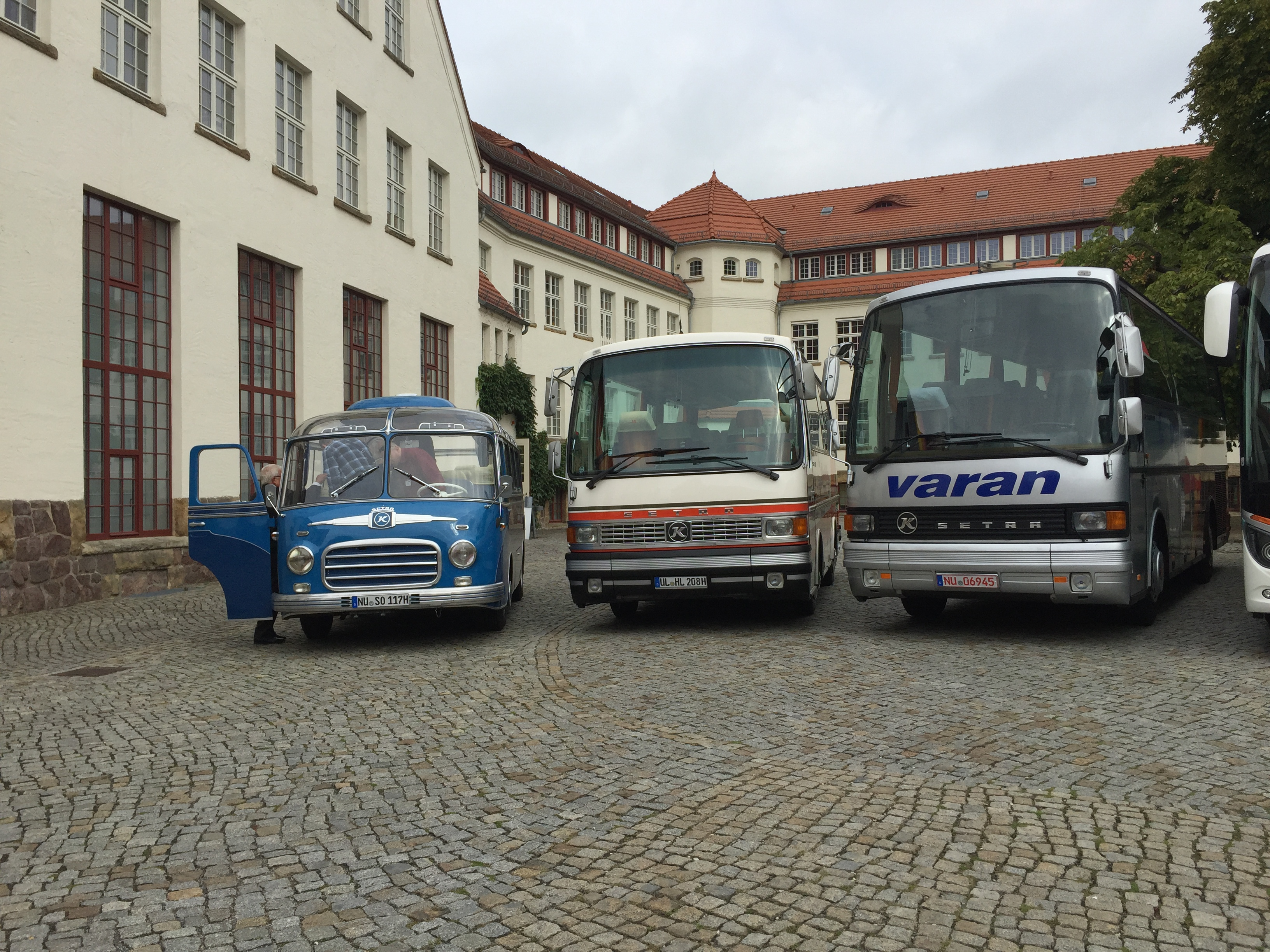
Kässbohrer Setra Bus

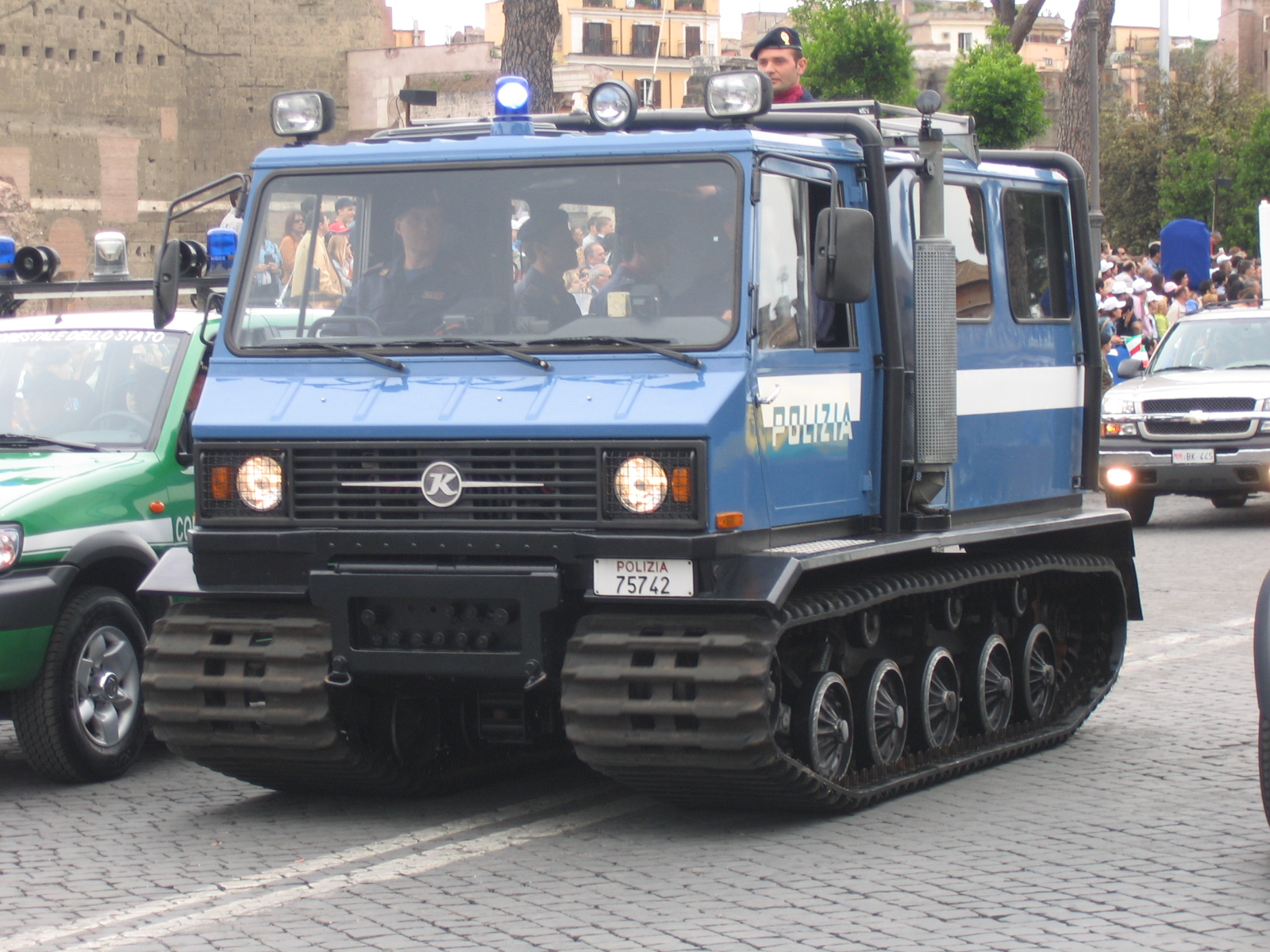
Gatto delle nevi Kässbohrer PistenBully della Polizia Italiana

La Karl Kässbohrer Fahrzeugwerke GmbH è stata un'azienda tedesca produttrice di veicoli di Ulma, attiva dal 1893 al 1995 e nota principalmente per gli autobus Setra, oggi di proprietà della EvoBus, che conservano ancora il logo della Kässbohrer.

## Prodotti
L'azienda produceva autobus, rimorchi, bisarche e veicoli speciali come gatto delle nevi. Gli autobus erano marchiati Setra, i gatti delle nevi erano marchiati PistenBully.
Nel 1922 ha prodotto un rimorchio per il trasporto di merci, con ruote di gomma solide. Nel 1969 la società era il più grande produttore di autobus e rimorchi tedesco.

## La Kässbohrer oggi
Alla fine degli anni Novanta circa 9000 operai hanno lavorato per la Kässbohrer.
Nel 1993 l'azienda, seppure con un portafoglio di ordinativi sufficiente per i successivi tre anni a venire, è entrata in profonda crisi di liquidità, principalmente a seguito della costruzione del modernissimo stabilimento di produzione (ancora oggi funzionante) di Neu-Ulm. Così la produzione dei rimorchi è stata venduta alla Kögel. Nel 1994 la produzione dei gatti delle nevi è stata scorporata alla nuova società Kässbohrer Geländefahrzeug. Nel 1995 gli autobus Setra sono stati acquisiti dalla Mercedes-Benz, introducendo così la EvoBus. L'unica divisione ancora di proprietà della famiglia Kässbohrer è la Kässbohrer Transport Technik, che si occupa di produrre bisarche.